# Villiers-le-Pré
Villiers-le-Pré är en kommun i departementet Manche i regionen Normandie i norra Frankrike. Kommunen ligger i kantonen Saint-James som tillhör arrondissementet Avranches. År 2018 hade Villiers-le-Pré 187 invånare.

## Befolkningsutveckling
Antalet invånare i kommunen Villiers-le-Pré
| Referens: INSEE |